# Avenue Lees (Ottawa)
L'avenue Lees est à la fois une route et un quartier de la ville d'Ottawa, en Ontario, au Canada. La zone se situe dans le tronçon étroit entre le canal Rideau et la rivière Rideau, au sud du quartier de la Côte-de-Sable et de l'autoroute Queensway, et fait partie du vieil Ottawa-Est. Le quartier est dominé par cinq immeubles d’appartements qui sont parmi les plus grands d’Ottawa. Ces bâtiments sont de prix bas à modéré et abritent principalement de nouveaux immigrants, des étudiants et de jeunes professionnels. De l'autre côté de la rivière Rideau, à l'est, se trouve Hurdman, une zone de construction plus récente.
Avant l'annexion d'Ottawa-Est en 1907, Lees était connue sous le nom de rue William.  À l'origine, la zone était une zone industrielle située à côté des voies ferrées. Dans les années 1950, les voies ont été supprimées et remplacées par le Queensway. L'industrie a également quitté la région et de nouvelles tours ont commencé à être construites. L'Institut de technologie de l'Est de l'Ontario (qui fusionnera plus tard avec le Centre professionnel de l'Ontario et sera rebaptisé Collège Algonquin ) y a ouvert son nouveau campus Rideau en 1964. Le cabinet d'architecture d'Ottawa Burgess, McLean & MacPhadyen a conçu un bâtiment de plain-pied en brique, béton et acier composé de trois ailes reliées  sur un site de 12 acres appartenant à la ville, sur l'avenue Lees. Après avoir été inutilisé pendant plusieurs années, il a été vendu à l'Université d'Ottawa en janvier 2007. Le quartier a abrité le manège militaire de l'avenue Lees de l'armée canadienne jusqu'à la fin des années 1980.

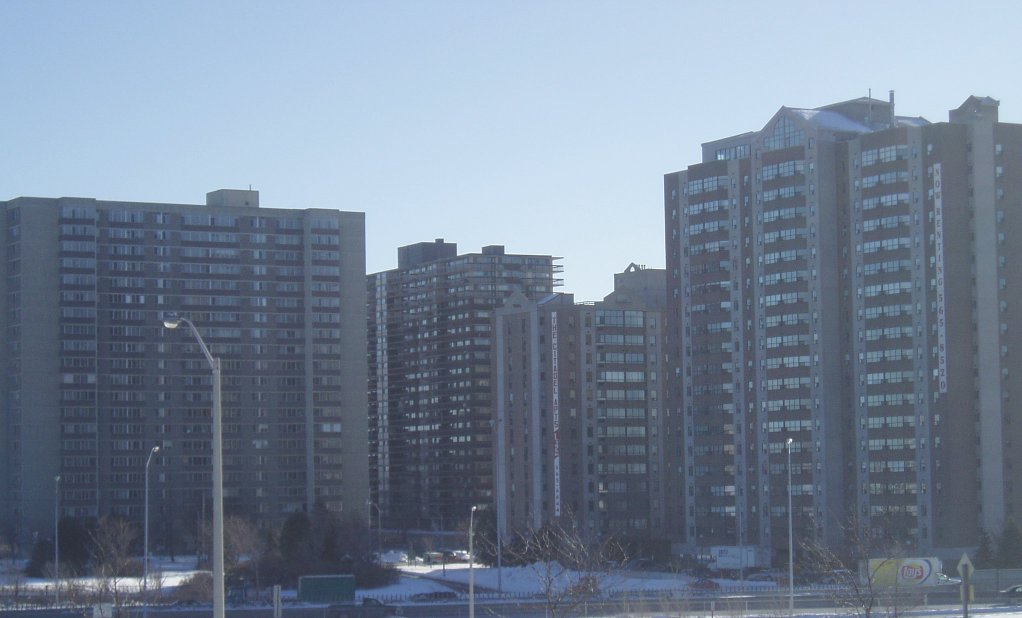
L"avenue Lees vue depuis la Côte-de-Sable.

En 1986, lors de la construction de la station Lees du Transitway, le passé industriel du quartier a causé des problèmes majeurs lorsqu'on a découvert que de grands réservoirs de goudron de houille fuyaient sous la zone. Pendant environ 35 ans, jusqu'en 1957, l'Ottawa Gas Works avait exploité une usine de gazéification du charbon dans la région et avait rejeté ce sous-produit. Après de nombreux mois de discussions entre les différents niveaux de gouvernement, les propriétaires fonciers et les résidents, une vaste opération de nettoyage a été lancée, coûtant environ 12 millions de dollars.
L'avenue Lees s'étend de Main Street à l'ouest jusqu'à l'endroit où elle traverse Queensway lorsqu'elle devient l'avenue King Edward. Il s'agit d'une route collectrice modérément utilisée au service de la communauté locale. À l'origine, l'avenue Lees devenait la rue Chapel, mais elle a été réalignée en 1993 pour devenir l'avenue King Edward. Le passage original de l'avenue Lees au-dessus des voies ferrées (aujourd'hui Queensway) allait directement jusqu'au bord de la rivière Rideau. Comme les autres rues pendant la construction du Queensway, elle a été divisée et la partie nord de l'avenue Lees était accessible via l'avenue Robinson. Le 10 avril 2017, la section nord a été renommée avenue Robinson.